# اريك ستيفنسون (لاعب كرة قدم)
اريك ستيفنسون (بالإنجليزية: Eric Stevenson)‏ (25 ديسمبر 1942 في المملكة المتحدة - 18 مايو 2017) هو لاعب كرة قدم بريطاني في مركز جناح ‏. لعب مع نادي هيبرنيان وهارت أوف ميدلوثيان وتورونتو سيتي ورابطة كرة القدم الاسكتلندية الحادية عشر ‏ ونادي آير يونايتد.

## وصلات خارجية
- اريك ستيفنسون على موقع قاعدة بيانات كرة القدم.إي يو (الإنجليزية)
- اريك ستيفنسون على موقع عالم كرة القدم.نت (الإنجليزية)